# Glenanthe fascipennis
Glenanthe fascipennis är en tvåvingeart som beskrevs av Sturtevant och Wheeler 1954. Glenanthe fascipennis ingår i släktet Glenanthe och familjen vattenflugor.
Artens utbredningsområde är Texas. Inga underarter finns listade i Catalogue of Life.